# Río Atbara
El río Atbara (en árabe: نهر عطبرة, Nahr' Atbarah‎) es un largo río del noreste de África, un afluente por la margen derecha del río Nilo, el último de los grandes afluentes permanentes antes del delta. Nace al noroeste de Etiopía, aproximadamente 50 km al norte del lago Tana y 30 km al oeste de Gondar y discurre alrededor de 805 km hasta desaguar en el Nilo en la ciudad de Atbara, en región norte-centro de Sudán. 

## Recorrido y afluentes
Su principal afluente, el río Tekezé (Amharic: «Terrible»), es quizás el verdadero curso superior del Atbara considerando que tiene un curso más largo antes de la confluencia de ambos ríos al noreste de Sudán. Otros afluentes importantes son el río Shinfa, al oeste del lago Tana, y el Angereb, que tiene su naciente al norte de la ciudad de Godar.
La mayor parte del año el Atbara es apenas un riachuelo. Sin embargo, durante la época lluviosa (generalmente entre junio y octubre) su nivel sube más de 5 m del nivel normal, convirtiéndose en una barrera importante entre los distritos Norte y Central de la región etíope de Amhara.

## Toponimia
La mención más antigua conocida del río Atbara fue hecha por Estrabón (16.4.8), que llamó al río el «Astaboras», que según Richard Pantkhurst  significaría «Asta del pueblo Boras» o «río del pueblo Boras», indicando que existen varias alusiones romanas de un pueblo llamado el Bora, quienes vivieron cerca de Meroe.
Plinio el Viejo tiene un significado diferente para Atbara. El establece que «en el lenguaje del pueblo local» el nombre significa «agua que viene de debajo de las sombras» (N.H. 5.10).

## Historia
En abril de 1898 se entabló una gran batalla en sus orillas cuando las fuerzas del Califa de Sudán fueron derrotadas por las tropas del Imperio Británico.
En 1964 se construyó el embalse de Khashm el Girba, en Sudán, para proveer la irrigación a una región que de otra forma sería totalmente árida y albergar a la población desplazada por la construcción de la presa de Asuán. En 2010 se inició la construcción de un gran embalse con dos presas en la confluencia de los ríos Atbara y Tezeké, 80 km aguas arriba del embalse de Khashm el Girba, debido a que la elevada sedimentación del río Atbara estaba cegando este pantano y produciendo escasez de agua para el riego. De esta nueva obra surgirán los embalses de Rumela, en el Alto Atbara y de Burdana, en el Tekezé.